# Ekträsk
Ekträsk er en by og en stationsbebyggelse i Vindelns kommun i Västerbottens län i det nordlige Sverige. Byen er beliggende på en odde i søen Stor-Ekträsket, mens stationsbebyggelsen ligger cirka fire kilometer derfra, ved Stambanan genom övre Norrland cirka 20 kilometer nord for Hällnäs.
Ekträsks by blev udset som nybyggeri i 1737 af Anders Filipsson fra Hjuken. Da Stambanan genom övre Norrland anlagdes tilkom stationsbebyggelsen som fik samme navn. Stationshuset blev bygget efter Byskemodellen. I Ekträsk lastedes tømmer og andre skovprodukter for videre transport med jernbane. I dag fungerer stedet som enkel mødestation på jernbanen, men stationshuset står stadigvæk på banens sydøstlige side.
I starten af 1900-tallet var skovarbejde det dominerende erhverv i Ekträsk. I 1925 udbrød det såkaldte Ekträskkriget, hvor syndikalistiske arbejdere gik ud i strejke og senere sendte en antal strejkebrydere hjem. Det blev starten på det som kaldtes Sveriges längsta lockout eller Lossmen-Ekträsk-konflikten.
Den 29. marts 2005 indtraf en jernbaneulykke i Ekträsk. En lastbil med lav trailer på hvilken der stod en gravko satte sig fast i niveauoverskæringen syd for banegården, så gravkoen landede midt på jernbanen. Et godstog var på vej mod stedet og kollisionen blev voldsom. Gravkoen blev slynget 30-40 meter, og lokomotivet og de fire forreste vogne blev afsporet og blev liggende i et stort rod på banegården. Ulykken medførte at hovedbanen var helt lukket i 32 timer. Lokomotivføreren kom alvorligt til skade, men overlevede fordi han hoppede ud af lokomotivet inden kollisionen.
Statistiska centralbyrån klassificerede i 1990 Ekträsk som en småort. Den havde da 52 indbyggere fordelt på 26 hektar. Siden 1995 har befolkningstallet været under 50, og området regnes derfor ikke længere som en småort.